# Felecia M. Bell
Felecia M. Bell (* 12. Juni 1960 in Valley Village, Kalifornien) ist eine US-amerikanische Schauspielerin.

## Leben
Bell vollendete 1982 ihre Schauspielausbildung an der Carnegie Mellon University.
1988 hatte sie ihren ersten kleinen Fernsehauftritt in der Serie Gnadenlose Jagd. In den 1990er-Jahren erlangte sie durch ihre Rollen Glynnis Turner in Zeit der Sehnsucht (1990–1992), Jennifer Sisko in Star Trek: Deep Space Nine (1993–1996), Dr. Simone Ravelle Hardy in General Hospital (1993–1997) und Jessica Rodgers in Night Man (1997–1998) Bekanntheit. Weitere Auftritte in Fernsehserien folgten, wie etwa in Emergency Room – Die Notaufnahme (1998), JAG – Im Auftrag der Ehre (2001), The Agency – Im Fadenkreuz der C.I.A. (2002), Smallville (2004), Law & Order: Special Victims Unit (2006) und Law & Order (2007).
Filme, in denen sie spielte, sind Das große Erdbeben in L.A. (1990), Babyfever (1994), Kartenhaus der Liebe (1996) und NightMan (1997). Seit 2007 trat sie nicht mehr als Schauspielerin in Erscheinung.

## Filmografie
- 1988: Gnadenlose Jagd (Hunter, Fernsehserie, eine Folge)
- 1990: Das große Erdbeben in L.A. (The Big One: The Great Los Angeles Earthquake, Fernsehfilm)
- 1990–1992: Zeit der Sehnsucht (Days of our Lives, Fernsehserie)
- 1991: Alle unter einem Dach (Family Matters, Fernsehserie, eine Folge)
- 1993–1996: Star Trek: Deep Space Nine (Fernsehserie, drei Folgen)
- 1993–1997: General Hospital (Fernsehserie)
- 1994: Babyfever
- 1995: Ich und meine Jungs (Me and the Boys, Fernsehserie, eine Folge)
- 1996: Kartenhaus der Liebe (Every Woman's Dream, Fernsehfilm)
- 1997: NightMan (Fernsehfilm)
- 1997–1998: Night Man (Fernsehserie, 21 Folgen)
- 1998: Emergency Room – Die Notaufnahme (ER, Fernsehserie, eine Folge)
- 1999: Alabama Dreams (Any Day Now, Fernsehserie, eine Folge)
- 2001: JAG – Im Auftrag der Ehre (JAG, Fernsehserie, eine Folge)
- 2002: The Agency – Im Fadenkreuz der C.I.A. (The Agency, Fernsehserie, eine Folge)
- 2004: Smallville (Fernsehserie, eine Folge)
- 2006: Law & Order: Special Victims Unit (Fernsehserie, eine Folge)
- 2007: Law & Order (Fernsehserie, eine Folge)